# Minerva (canción)
"'Minerva'" es una canción de la banda estadounidense Deftones, perteneciente a su cuarto álbum de estudio de título homónimo lanzado el 22 de abril de 2003, siendo su primer sencillo. A pesar de que el álbum en su conjunto contiene algunos de los trabajos más pesados de la banda hasta la fecha, "Minerva" en sí tiene un sonido de metal alternativo estimulante y también ha sido descrito como shoegaze.

## Video musical
El video musical de "Minerva", dirigido por Paul Fedor, es notable por su similitud con la película del concierto Live at Pompeii de Pink Floyd. La banda se presenta tocando la canción en un paisaje desértico respaldado por varios amplificadores y otros equipos de escenario. Fue filmado cerca del Mar de Salton en el sur de California en 2003, durante una tormenta de arena. El proceso de filmación en sí estuvo plagado de problemas, ya que la arena causó problemas con el equipo de grabación y la configuración de iluminación. El rodaje finalmente tardó 22 horas en completarse, con Abe Cunningham diciendo que "[el rodaje] apestaba" y Chi Cheng lo calificó de "terrible", pero admitiendo que "[es] un video alucinante. De hecho, me gusta mucho".

## Lista de canciones
1. "Minerva" – 4:17 (Deftones)
2. "Sinatra" – 4:34 (Hamilton - Helmet)
3. "Sleep Walk" – 2:30 (Farina/Farina)

## En otros medios
"Minerva" apareció en las bandas sonoras de True Crime: Streets of LA y NHL 2004. También apareció en la banda sonora de la nueva versión de 2005 de House of Wax.

## Posicionamiento en lista
| Lista (2003)                           | Mejor posición |
| -------------------------------------- | -------------- |
| Australia (ARIA)                       | 50             |
| Escocia (Scottish Singles Sales Chart) | 16             |
| Reino Unido (UK Singles Chart)         | 15             |
| Estados Unidos (Alternative Airplay)   | 9              |
| Estados Unidos (Mainstream Rock)       | 16             |